# شکری مصطفی
شکری احمد مصطفی (زاده ۱ ژوئن ۱۹۴۲ – مرگ ۱۹ مارس ۱۹۷۸) بنیان‌گذار سازمان تندرو تکفیر و هجرت (جماعت المسلمین) در مصر به‌شمار می‌رود. این سازمان در دهه ۶۰ میلادی تأسیس گردید. وی در ابتدا از اعضای سازمان اخوان المسلمین بود که از آن انشعاب کرد.